# ورزشگاه لئون
ورزشگاه لئون (انگلیسی: Estadio León) یک ورزشگاه فوتبال در شهر لئون، گوآناخوآتو، مکزیک است.
این ورزشگاه که در سال ۱۹۵۰ تأسیس شده دارای ۲۷٬۴۲۳ نفر ظرفیت و میزبان میزبان جام جهانی فوتبال ۱۹۷۰، جام جهانی فوتبال ۱۹۸۶ و بازی‌های المپیک تابستانی ۱۹۶۸ بوده است.